# منتخب أوزبكستان لكرة السلة للسيدات
منتخب أوزبكستان لكرة السلة للسيدات هو ممثل أوزبكستان الرسمي في المنافسات الدولية في كرة السلة للسيدات
.